# 대한민국의 텔레비전 드라마 목록 (ㅁ)
대한민국의 텔레비전 드라마 목록 (ㅁ)에서는 ㅁ으로 시작되는 제목의 대한민국의 드라마를 서술한다.

## 마
- 마녀보감
- 마녀유희
- 마녀의 법정
- 마녀의 사랑
- 마녀의 성
- 마녀의 연애
- 마담 앙트완
- 마더 (2018년 드라마)
- 마마 (드라마)
- 마법의 성 (드라마)
- 마성의 기쁨
- 마스터 - 국수의 신
- 마왕 (2007년 드라마)
- 마을 - 아치아라의 비밀
- 마음의 소리
- 마음이 고와야지
- 마의 (드라마)
- 마이 리틀 베이비
- 마이 시크릿 호텔
- 마이 프린세스
- 마이걸 (2005년 드라마)
- 마이더스 (드라마)
- 마지막 승부
- 마지막 춤은 나와 함께 (드라마)
- 마포 무지개
- 마우스 (드라마)
- 막돼먹은 영애씨
- 막돼먹은 영애씨 1
- 막돼먹은 영애씨 2
- 막돼먹은 영애씨 3
- 막돼먹은 영애씨 4
- 막돼먹은 영애씨 5
- 막돼먹은 영애씨 6
- 막돼먹은 영애씨 7
- 막돼먹은 영애씨 8
- 막돼먹은 영애씨 9
- 막돼먹은 영애씨 10
- 막돼먹은 영애씨 11
- 막돼먹은 영애씨 12
- 막돼먹은 영애씨 13
- 막돼먹은 영애씨 14
- 막돼먹은 영애씨 15
- 막돼먹은 영애씨 16
- 막돼먹은 영애씨 17
- 만강
- 만남 (1996년 드라마)
- 만남 (1999년 드라마)
- 맏이 (1998년 드라마)
- 맏이 (2013년 드라마)
- 말로만 중산층
- 맛을 보여드립니다 (드라마)
- 맛있는 인생 (드라마)
- 맛있는 청혼
- 망설이지마
- 맞짱 (드라마)
- 매드 독
- 매리는 외박중 (드라마)
- 매직 (드라마)
- 매화연가
- 맨도롱 또똣
- 맨땅에 헤딩
- 맨몸의 소방관
- 맨발의 사랑
- 맨발의 청춘 (1998년 드라마)
- 맨투맨 (드라마)
- 맨홀 - 이상한 나라의 필
- 맹가네 전성시대
- 망자의 서

## 머
- 머나먼 나라
- 머나먼 쏭바강
- 머니게임 (드라마)
- 머슴아와 가이내
- 멈추고 싶은 순간 : 어바웃 타임
- 멈출 수 없어
- 메디컬 기방 영화관
- 메디컬 탑팀
- 메리대구 공방전
- 메이퀸 (드라마)
- 멜로가 체질
- 며느리 삼국지
- 며느리와 며느님
- 명랑소녀 성공기
- 명성황후 (드라마)
- 메모리스트
- 머니게임

## 모
- 모닥불에 바친다
- 모던파머
- 모델 (드라마)
- 모두 다 김치
- 모두 다 쿵따리
- 모두의 거짓말
- 모두의 연애
- 모래시계 (드라마)
- 모래위의 욕망
- 모정의 강
- 못 잊어 (1982년 드라마)
- 못 잊어 (1997년 드라마)
- 못난이 송편
- 못난이 주의보
- 못된 사랑
- 몽실언니
- 모범형사
- 모범택시 (드라마)

## 무
- 무궁화 꽃이 피었습니다 (드라마)
- 무당 (드라마)
- 무림학교
- 무법 변호사
- 무사 백동수
- 무신 (드라마)
- 무인시대 (드라마)
- 무자식 상팔자
- 무적의 낙하산 요원
- 무정도시
- 무풍지대
- 문희 (드라마)
- 물 위를 걷는 여자
- 물병자리 (드라마)
- 물보라 (드라마)
- 물의 나라 (드라마)

## 미
- 미나 (드라마)
- 미남이시네요
- 미녀 공심이
- 미녀의 탄생
- 미래의 선택
- 미련 (드라마)
- 미망 (드라마)
- 미생 (드라마)
- 미생물 (드라마)
- 미세스 캅
- 미세스 캅 2
- 미소 (드라마)
- 미스 마 - 복수의 여신
- 미스코리아 (드라마)
- 미스 함무라비 (드라마)
- 미스터 굿바이
- 미스터 기간제
- 미스터 백
- 미스터 션샤인
- 미스터Q
- 미스터리 형사
- 미스트리스 (2018년 드라마)
- 미스티 (드라마)
- 미쓰 아줌마
- 미씽: 그들이 있었다
- 미씽나인
- 미아리 일번지
- 미안하다, 사랑한다
- 미우나 고우나
- 미우나 고우나 (1998년 드라마)
- 미워도 다시 한 번 2009
- 미워도 사랑해
- 미워도 좋아
- 미치겠다, 너땜에!
- 미친 사랑
- 민들레 (드라마)
- 민들레 가족
- 밀월 (드라마)
- 밀회 (2014년 드라마)